# 庖正
庖正（掌廚、厨官）是中国历史文献记载到的一个职官的名称，负责掌管饮食，为庖人之长。夏朝中兴之后少康逃亡到有虞氏后，有虞氏首领虞思曾授予少康此职。《左传·哀公元年》记载少康“逃奔有虞，为之庖正。” 杜预注解，“庖正，掌膳羞之官。”

## 参阅
- 牧正